# Hofanlage Wörpedahler Straße 2
Die Hofanlage Wörpedahler Straße 2 südwestlich des Wörpedahler Grabens in der niedersächsischen Gemeinde Worpswede, Ortsteil Wörpedahl, stammt aus der Mitte des 19. Jahrhunderts. Aktuell (2025) werden die Gebäude zum Wohnen und als Ferienwohnung De Deelstuuv genutzt.
Die Gebäude stehen unter Denkmalschutz (siehe auch Liste der Baudenkmale in Worpswede).

## Geschichte und Beschreibung
Worpswede im Teufelsmoor wurde 1218 erstmals als Besitz des Klosters Osterholz erwähnt. Wörpedahl wurde 1766 im Rahmen der Moorkolonisierung des Teufelsmoores gegründet.
Die Hofanlage auf großem Gartengrundstück besteht u. a. aus
- dem eingeschossigen giebelständigen Wohn- und Wirtschaftsgebäude von 1846 (Inschrift) als Zweiständer-Hallenhaus in kleinteiligem Raster-Fachwerk mit dicken Ständern und Riegeln und Steinausfachungen, mit reetgedecktem Krüppelwalmdach, Uhlenloch und Grooter Door mit Korbbogen; der Wohngiebel wurde massiv erneuert,[2]
- der giebelständigen eingeschossigen langen Scheune von um 1850 in Fachwerk, teils mit Steinausfachungen, teils verbohlt, mit ziegelgedecktem Walmdach und Quereinfahrt sowie massivem Anbau in Backstein,[3]
- der kleinen Scheune in Backstein, teils verbohlt von um 1900 mit ziegelgedecktem Satteldach.[4]

Das Landesdenkmalamt befand u. a.: „… ortsgeschichtlicher, gebäudetypischer, straßen-, orts- und hofbildprägender Zeugniswert …“
Daneben steht die Hofanlage Wörpedahler Straße 4 von 1877.